# Michael Egnew
Michael Egnew (Plainview, 1º novembre 1989) è un giocatore di football americano statunitense che gioca nel ruolo di tight end per i Miami Dolphins della National Football League (NFL). Fu scelto nel corso del terzo giro (78º assoluto) del Draft NFL 2012 dai Dolphins. Al college ha giocato a football a Missouri.

## Carriera

### Miami Dolphins
Considerato uno dei migliori prospetti tra i tight end disponibili nel Draft 2012, Egnew fu scelto dai Miami Dolphins nel corso del terzo giro. Il 25 luglio firmò un contratto di 4 anni con la franchigia. Nella sua stagione da rookie disputò 2 partite senza far registrare alcuna statistica. Nella successiva disputò tutte le 16 gare, di cui 5 come titolare, ricevendo 7 passaggi per 69 yard.

## Vittorie e premi
Nessuno

## Statistiche
| Partite totali             | 18 |
| Partite totali da titolare | 5  |
| Ricezioni                  | 7  |
| Yard su ricezione          | 69 |
| Touchdown su ricezione     | 0  |

Statistiche aggiornate alla stagione 2013